# Flèche de la cathédrale d'Amiens
La flèche de la cathédrale d’Amiens qui surmonte la croisée du transept a été construite au XVIe siècle en remplacement de la flèche précédente détruite par un incendie provoqué par la foudre. Eugène Viollet-le-Duc s’en inspira pour reconstruire la flèche de Notre-Dame de Paris au XIXe siècle.
La flèche de la cathédrale d’Amiens fut restaurée à plusieurs reprises, la dernière campagne de restauration s’est déroulée de 1973 à 1978. C’est la plus ancienne flèche de cathédrale de ce type existante encore en France.

## Historique
La première flèche de la cathédrale a été vraisemblablement édifiée au début du XIVe siècle, sous l'épiscopat de Guillaume de Mâcon. Elle était en bois recouverte de plomb et d’ardoise, mais un incendie provoqué par la foudre la détruisit entièrement le 15 juillet 1528. L’intervention rapide des habitants, des charpentiers et des couvreurs permit de sauver la toiture de l’édifice. La pluie d’orage acheva d’éteindre l’incendie.

### La reconstruction de la flèche auXVIesiècle
La décision de reconstruire la flèche fit affluer les dons : l’évêque d’Amiens François de Halluin puisa dans sa fortune personnelle, Adrien de Hénencourt, doyen du chapitre cathédral  fit de même, la mère du roi, Louise de Savoie, donna cent écus, le roi François Ier, autorisa l’abattage de chêne blonds de la forêt royale de Hez offerts pour la reconstruction de la flèche. Les troncs coupés furent entreposés dans l’abbaye Saint-Martin-aux-Jumeaux proche de la cathédrale où furent également dessinés les plans de la flèche. 
Simon Tanneau, charpentier de Beauvais, dirigea les travaux, il était rémunéré quotidiennement par 10 sols et deux pains. Cependant la faiblesse de la conception apparut lors de l’élévation de la flèche à cause du poids qui pesait sur les piliers de la croisée du transept. Louis Cardon, charpentier à Cottenchy, village près d’Amiens, proposant de modifier les plans initiaux, il fut aussitôt associé à Simon Tanneau pour diriger le chantier. Le montage des pièces de bois dura deux ans. Il fallut ensuite les recouvrir de plomb. 
Les cloches de la flèche furent fondues le 3 septembre 1528 par Guillaume Cachet. Elles furent bénies par l’évêque quelques jours plus tard.
A Jean Cornaille, ferronnier de Gisors, fut confié la réalisation de la croix du sommet de la flèche, en février 1531. En avril de la même année, le couvreur beauvaisien Jean Pingart se fournit de plomb anglais à Dieppe. Le peintre Jean Rabache fut chargé de décorer la flèche à la feuille d’or.
Le 22 mai 1533, l’évêque François de Halluin déposa dans un reliquaire d’argent doré, des morceaux de la Vraie Croix, des reliques provenant du Saint Sépulcre, de la table de la Cène, de saint Honoré, de l’apôtre saint Thomas, de saint Acheul, de la dalmatique de Thomas Becket ; ce reliquaire fut déposé en haut de la flèche, au-dessous de la croix en fer. Le 22 mai 1533, la flèche fut bénie par l’évêque. Mais en 1574, ayant été victime, une nouvelle fois, de la foudre le cardinal de Créquy, évêque d’Amiens, donna une somme de 1 500 livres pour la réparer

### Les restaurations desXVIIeetXVIIIesiècles
Le 7 décembre 1627, un coup de vent fragilisa la flèche qui pencha dangereusement. Elle fut raccourcie de 5 m au niveau de la pomme qui supportait la croix. Le sculpteur Nicolas Blasset effectua ce travail. Une commission d’experts conclue à la nécessité d’une restauration globale. Anne Blasset, fils du sculpteur, fut chargé de reposer les plombs, les ornements et de réaliser une nouvelle pomme en plomb sur laquelle reposait la croix surmontée du coq. La stabilité de l’ensemble fut définitivement assurée.
Le 16 juin 1712, la foudre frappa une nouvelle fois la base de la croix et un incendie se déclara. Il fut fort heureusement maîtrisé par la promptitude de l’intervention des habitants et de Robert Boulie, de son fils Pierre couvreurs ainsi que de Martin Ricard, serrurier qui grimpèrent jusqu’au-dessus de l’incendie et réussirent à l’éteindre. Sur une plaque de plomb, une inscription rappelle aujourd’hui encore cet événement. 
En 1742, on renouvela les cloches et en 1760, la charpente de la flèche fut restaurée par le charpentier Candas, tandis que la réfection de la plomberie fut effectuée par l’Amiénois, Honoré Malivoir.
Pendant la Révolution française, la flèche eu quelque peu à souffrir, les fleurs de lys qui ornaient la couronne de la flèche furent coupées. Les bras de la croix furent cisaillés par Alexis Lescarcel, couvreur de la région de Péronne.

### La restauration duXIXesiècle
En 1851, l’architecte Eugène Viollet-le-Duc constata l’état de dégradation de la flèche et décida de faire réaliser des travaux en urgence. Le charpentier amiénois Corroyer fut chargé de restaurer la charpente, le plombier parisien Durand refit le revêtement. Le beffroi de la flèche fut démonté, les cloches qu'il contenait furent installées dans la tour sud. La décoration sculptée des parties supérieures et de la couronne fut confiée aux frères Duthoit, sculpteurs amiénois.
En 1884, il fallut restaurer la croix et la pomme en plomb. En 1886-1887, les Ateliers Monduit de Paris assurèrent la restauration de la plomberie de la partie supérieure. La croix mutilée à la Révolution française fut remplacée par une nouvelle, œuvre de Jarriant, ferronnier parisien. Le coq en cuivre doré fut posé en 1887, il pèse 10 kg. Il culmine à 118 m.
En 1900, on refit la plomberie, la couronne octogonale fut remplacée par une couronne circulaire, les fleurs de lys supprimées à la Révolution furent refaites, les grandes statues et les ornements furent restaurés.

### La restauration duXXesiècle
De 1973 à 1978, se déroula une vaste campagne de restauration sous la direction des architectes en chef des monuments historiques Sallez et Gigot. L’entreprise parisienne Martin fut chargée de la restauration de la charpente sous l’autorité de Claude Piette. Les travaux de plomberie et la construction de l’échafaudage échurent à l’entreprise Marçais sous la direction de Raymond Vuylesteke.
Les analyses dendrochronologiques réalisées au cours de cette campagne ont révélé que les chênes ayant servi à la construction de la charpente avaient été abattus en 1529.
En 1994, des alpinistes posèrent le paratonnerre au-dessus du coq.

## Architecture

### Dimensions
- Hauteur de la flèche : 112,04 m au-dessus du sol
- Hauteur au-dessus du faîtage jusqu'à la pomme : 45 m[4]
- Poids total : 500 tonnes
- Poids de la charpente : 240 tonnes
- Poids du plomb : 71 tonnes
- Épaisseur moyenne du plomb : 3 mm
- Poids des autres matériaux (cuivre, clous etc.) : 10 tonnes
- Poids du coq : 10 kg[2]

### Conception
La conception de la flèche devait obéir à trois impératifs :
- Que les éléments la composant puissent résister à la pression du vent ;
- Que sont poids n’écrase pas la partie supérieure de la croisée du transept
- Que la plate-forme surplombant le clocher résiste au poids.

L’assemblage des pièces se fait à simple ou double queue d’aronde avec tenons et mortaises. Quatre doubles sablières forment les bords de la plate-forme, le tout est soutenu par des étriers mis en place en 1628.
Au centre le poinçon central qui s’élève jusqu’à la croix de forme octogonale moulurée, est entouré de quatre fermes qui composent le clocher octogonal positionnées perpendiculairement à l’axe de la nef et en diagonale d’un pilier du transept à l’autre.
Jusqu'au XIXe siècle, la flèche abritait un clocher d'où son surnom de « grand clocher doré » garni de cloches. Lors de la restauration des tours en 1861, Eugène Viollet-le-Duc fit démonter le clocher de la flèche et fit réinstaller les cloches dans la tour sud.

### Statuaire
La base du clocher est recouverte d’ardoise et repose sur deux terrassons. Dans sa partie haute, la flèche est recouverte de plomb. Les huit montants se terminent par des chapiteaux de style Renaissance qui servent de support aux huit grandes statues en plomb repoussé, hautes de 2,5 m et pesant 250 kg chacune. On reconnait à partir de l’est, la Vierge à l’Enfant, le Christ, saint Firmin, saint Jacques le Majeur, saint Pierre, saint Jean-Baptiste, saint Jean l’Evangéliste, et saint Paul. Au niveau du premier terrasson, on trouve huit centaures reconnaissables à leurs chapeaux pointus et au niveau de second terrasson, huit chimères.
La couronne fleurdelisée de 1,10 de haut, a un diamètre de 5,5 m et pèse deux tonnes. C’est à partir de là que commence la flèche au sens strict. Au-dessus de la couronne les accolades flamboyantes sont surmontées d’anges portant les instruments de la Passion. Les huit pans de la flèche sont recouverts de feuilles de plomb assemblées à « bâton rompus ». les guirlandes ondulées de la partie supérieure représenteraient la foudre, elles étaient précédemment recouvertes de feuilles d’or.
Sur des plaques de plomb, posées au-dessus de la couronne qui coiffe le deuxième terrasson, sont gravées les noms de compagnon-couvreurs qui se sont succédé pour la restauration de la flèche ou la lutte contre l'incendie. On relève les noms de R. Bourelle couvreur qui éteignit le feu sous la pomme, le 26 octobre 1712, Derivery en 1781, Charles Deullen en 1787, on voit également gravés des outils de charpentier (équerre, compas...) ou de couvreur, marteau, enclume...